# Les Corts (distrito)

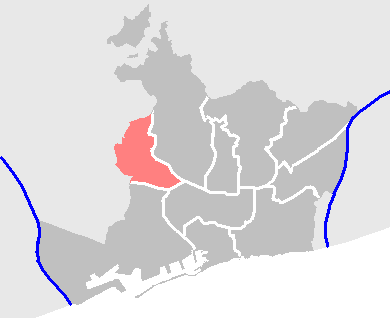
Localização do Distrito de Les Cortes em Barcelona.

O Distrito de Les Cortes (em espanhol: Las Cortes; em catalão: Les Corts) é o quarto dos distritos de Barcelona. Situa-se ao oeste da cidade, limitando com os distritos de Sarrià-San Gervasio ao norte, o Eixample ao leste e Sants-Montjuich ao sudoeste, e com os municípios de Hospitalet de Llobregat ao sul, Esplugues de Llobregat ao oeste e Sant Just Desvern ao nordeste. 
Atualmente compreende tres bairros: Les Corts, La Maternitat i Sant Ramon e Pedralbes
É o terceiro menor distrito com 6.080 km², depois do Gràcia e Ciudad Vieja, e o menos povoado (82.588 habitantes em 2005). Sua densidade de 13.584 hab./km² o situa abaixo da média da cidade. 
O distrito têm sua origem no antigo município de Les Corts de Sarrià, que conseguiu sua independência de San Gervasio de Casolas em 1836, ambos anexados à cidade de Barcelona pelo decreto de agregação de 1897. Tradicionalmente este distrito esta dividido em 10 bairros: Campo de la Cruz, Campo Viejo, Can Batllori, Can Sol de Baix, Centro, Can Bacardí, La Merced, Pedralbes, San Ramón e Zona Universitária. 